# Талдинское сельское поселение
Талдинское се́льское поселе́ние — муниципальное образование в Усть-Коксинском муниципальном районе Республики Алтай Российской Федерации России.
Административный центр — село Талда.

## История
Статус и границы сельского поселения установлены Законом Республики Алтай от 13 января 2005 года № 10-РЗ «Об образовании муниципальных образований, наделении соответствующим статусом и установлении их границ»

## Население
| 2010  | 2011  | 2012  | 2013  | 2014  | 2015  | 2016  |
| ----- | ----- | ----- | ----- | ----- | ----- | ----- |
| 1318  | ↗1321 | ↘1294 | ↘1286 | ↘1281 | ↘1270 | ↘1252 |
| 2017  | 2018  | 2019  | 2020  | 2021  |       |       |
| ↘1214 | ↗1219 | ↘1188 | ↗1191 | ↘1144 |       |       |

## Состав сельского поселения
| № | Населённый пункт | Тип населённого пункта       | Население |
| - | ---------------- | ---------------------------- | --------- |
| 1 | Талда            | село, административный центр | ↘706      |
| 2 | Сугаш            | село                         | ↘521      |
| 3 | Соузар           | посёлок                      | ↗25       |